# 詹姆斯·卡鲁
詹姆斯·卡鲁（James Carew，本名詹姆斯·于塞尔曼，James Usselman，1876年2月5日—1938年4月4日），美国演员，出演过多部电影（以英国电影为主）。1876年生于印第安纳州戈申，开始在一家出版公司担任文员工作。1897年，他开始在芝加哥的舞台上表演，出演《达蒙和皮西厄斯》。
1905年，卡鲁搬到英格兰，在英国舞台生涯始于伦敦的利里克剧院，后来与莎士比亚剧女演员艾伦·特里（当时最著名的英国女演员之一）合演了两部戏剧。1907年，他与比他大30岁的特里结婚。二人于1910年离婚。
卡鲁于1917年首次在银幕上亮相，出演电影Profit and the Loss，后继续在电影中担任主角，直到1938年去世。